# Petronas (generaal)

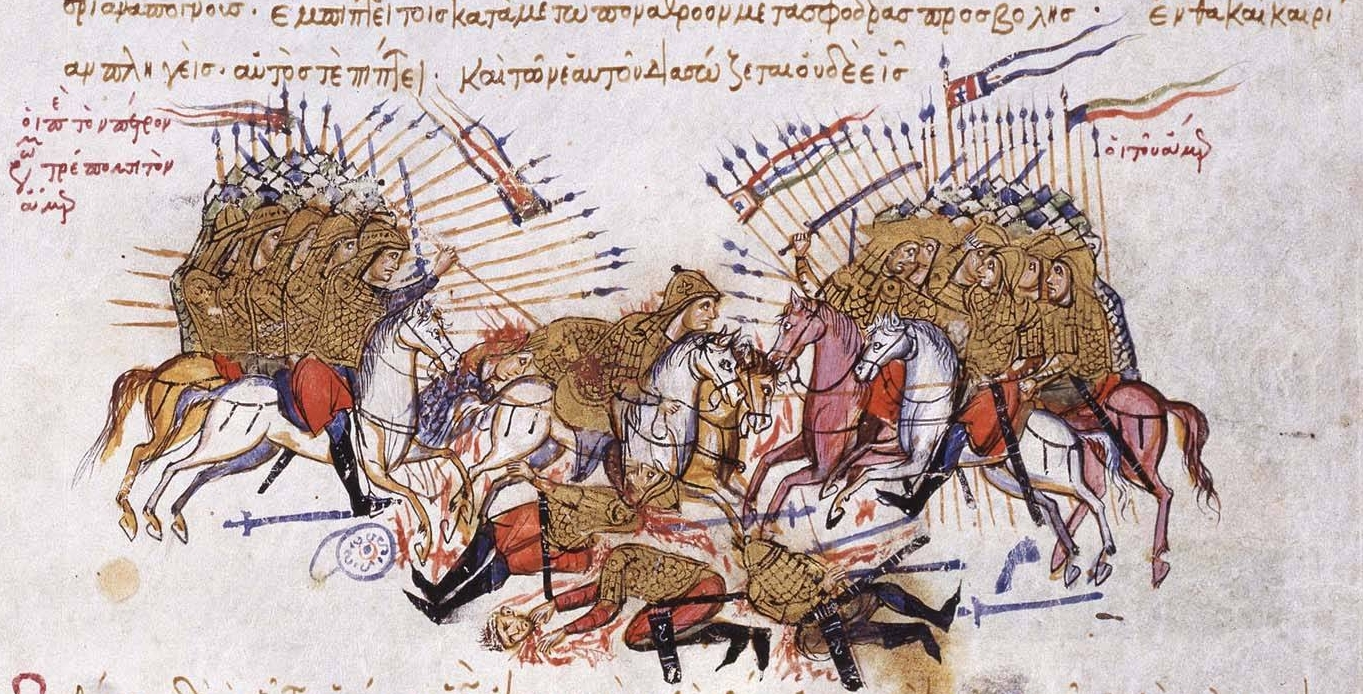
Afbeelding van de Slag bij Lalakaon

Petronas (†865) was de broer van keizerin Theodora II en de caesar Bardas. Tussen 855 en 865 was hij eerst magister officiorum en later domestikos ton scholon.

## Levensloop
Na de dood van keizer Theophilos van Byzantium in 842 trokken Petronas en zijn broer Bardas zich terug in ballingschap. Bij de meerderjarigheid van keizer Michaël III in 855 namen beide het voortouw.
Als generaal richtte hij zijn pijlen tegen de Paulicianen, een iconoclastische secte, die was gevlucht naar het semi-onafhankelijk emiraat Melitene. Het conflict escaleerde en leidde uiteindelijk tot de Slag bij Lalakaon in 863, een klinkende overwinning voor de Byzantijnen en een keerpunt in de Byzantijns-Arabische oorlogen. Petronas en Bardas stelden hun oostgrens veilig en konden zo het Byzantijnse Rijk versterken.
Kort na deze overwinning stierf Petronas. Zijn lichaam ligt begraven in het klooster van Gastria in Constantinopel.